# سازمان تحقیقات و توسعه دفاعی
سازمان تحقیقات و توسعه دفاعی (هندی: रक्षा अनुसन्धान एवं विकास सङ्गठन، انگلیسی: Defence Research and Development Organisation (DRDO)) یک سازمان دولتی زیر نظر وزارت تحقیقات و توسعه دفاعی در وزارت دفاع دولت هند است که مسئولیت تحقیق و توسعه نیروهای مسلح را بر عهده دارد، دفتر مرکزی آن در شهر دهلی، هند واقع شده است. این سازمان در سال ۱۹۵۸ با ادغام مؤسسه توسعه فنی و هیئت مدیره توسعه فنی و تولیدی کارخانه‌های مهمات هند با سازمان علوم دفاعی تحت مدیریت جواهر لعل نهرو شکل گرفت. متعاقباً، خدمات تحقیقات و توسعه دفاعی (هندی: रक्षा अनुसन्धान एवं विकास सेवा، انگلیسی: Defence Research and Development Service (DRDS)) در سال ۱۹۷۹ به عنوان خدمات افسران/دانشمندان گروه «الف» مستقیماً تحت نظارت مدیریتی وزارت دفاع تشکیل شد.
سازمان تحقیقات و توسعه دفاعی دارای شبکه‌ای متشکل از ۵۲ آزمایشگاه است که در حال توسعه فناوری‌های دفاعی در زمینه‌های مختلف مانند هوانوردی، تسلیحات، الکترونیک، مهندسی نبرد زمینی، علوم زیستی، مواد، موشک و سیستم‌های دریایی هستند، این سازمان بزرگ‌ترین و متنوع‌ترین سازمان تحقیقاتی هند است. سازمان تحقیقات و توسعه دفاعی شامل حدود ۵٬۰۰۰ دانشمند وابسته به خدمات تحقیقات و توسعه دفاعی و حدود ۲۵٬۰۰۰ نفر هم از پرسنل زیردست علمی، فنی و پشتیبانی است.

## تاریخچه
سازمان تحقیقات و توسعه دفاعی در سال ۱۹۵۸ با الحاق سازمان علوم دفاعی و برخی از مؤسسات توسعه فنی در یکدیگر، تشکیل شد. در سال ۱۹۸۰ یک بخش جداگانه تحقیقات و توسعه دفاعی شکل گرفت که بعداً سازمان تحقیقات و توسعه دفاعی و تقریباً ۳۰ آزمایشگاه و موسسات آن را، اداره کرد (تقریباً ۵۲ آزمایشگاه قبل از ادغام وجود داشت). در بیشتر مواقع، با سازمان تحقیقات و توسعه دفاعی به گونه‌ای برخورد می‌شد همانند اینکه این سازمان یک فروشنده و ستاد ارتش یا ستاد نیروی‌هوایی مشتری هستند. از آنجایی که ارتش و نیروی هوایی، خود هیچ مسئولیتی در زمینه طراحی یا ساخت نداشتند، آنها تمایل داشتند که با بخش طراحی یا صنعت هند برابر با بخش طراحی همتراز خود در بازار جهانی رفتار کنند.
سازمان تحقیقات و توسعه دفاعی اولین پروژه بزرگ خود را در دهه ۱۹۶۰، در بخش موشک‌های زمین به هوا (SAM) معروف به پروژه ایندیگو (Project Indigo) آغاز کرد. ایندیگو در سال‌های بعد بدون دستیابی به موفقیت کامل متوقف شد. پروژه ایندیگو، در دهه ۱۹۷۰ پروژه دِویل (Project Devil) همراه با پروژه وَلیِنت (Project Valiant) را در مسیر توسعه موشک‌های سطح به هوا (SAM) با برد کوتاه و موشک بالستیک قاره‌پیما هدایت کرد. در دهه ۱۹۸۰، پروژه دِویل خود منجر به توسعه بعدی موشک پریتوی (पृथ्वी/Prithvi) تحت برنامه توسعه یکپارچه موشک‌های هدایت شونده (IGMDP) شد. برنامه توسعه یکپارچه موشک‌های هدایت شونده، یک برنامه وزارت دفاع هند در بین اوایل دهه ۱۹۸۰ تا ۲۰۰۷ برای توسعه طیف گسترده‌ای از موشک‌ها، از جمله موشک آگنی، موشک بالستیک پریتوی، موشک آکاش، موشک تریشول و موشک ناگ بود. در سال ۲۰۱۰، وزیر دفاع ای. کی. آنتونی دستور بازسازی ساختار سازمان تحقیقات و توسعه دفاعی را داد تا به تحقیقات دفاعی در کشور کمک کند و مشارکت مؤثر بخش خصوصی در فناوری دفاعی را تضمین کند. اقدامات کلیدی برای عملکرد مؤثرتر سازمان تحقیقات و توسعه دفاعی شامل ایجاد کمیسیون فناوری دفاعی با ریاست وزیر دفاع است. برنامه‌هایی که عمدتاً توسط سازمان تحقیقات و توسعه دفاعی مدیریت می‌شد، با استقرار سریع بسیاری از سیستم‌ها و همچنین بهره‌مندی از مزایای فناوری قابل‌توجه، موفقیت چشمگیری را شاهد بوده‌اند. سازمان تحقیقات و توسعه دفاعی از زمان تأسیس، سیستم‌ها و فناوری‌های حیاتی دیگر همچون اویونیک هواپیما، پهپاد، سلاح‌های کوچک، سامانه‌های توپخانه، سیستم‌های جنگ‌الکترونیک (EW)، تانک‌ها و خودروهای زرهی، سیستم‌های سونار، سامانه‌های فرماندهی و کنترل و سامانه‌های موشکی را ایجاد کرده است.
برنامه‌های اصلاحی
دولت هند برنامه‌هایی را برای بازنگری و اصلاح سازمان تحقیقات و توسعه دفاعی در نظر دارد و کمیته‌ای برای پیشنهاد اصلاحات و بازبینی شکل گرفت. این کمیته ۹ نفره که زیر نظر دفتر نخست‌وزیری (PMO) بود، توسط مشاور علمی اصلی دولت هند، کی. ویجی‌راگاوان رهبری می‌شد. این کمیته در ماه ژوئیه ۲۰۲۴، گزارش خود را در مورد اصلاحات سازمان تحقیقات و توسعه دفاعی ارائه کرد. بر اساس این گزارش، توصیه‌های کمیته بحث‌برانگیز توصیف شده است و همچنین گزارش شده است که سازمان تحقیقات و توسعه دفاعی با اجرای حدود ۶۰ درصد از اصلاحات اصلی موافقت کرده است. از ماه اکتبر ۲۰۲۴، اجرای اصلاحات ساختاری به دلیل مخالفت مقامات ارشد سازمان تحقیقات و توسعه دفاعی با تأخیر مواجه شده است.

## پیوندهای صنعتی، انتقال تکنولوژی و بومی‌سازی
هند تنها ۴۵ تا ۵۰ درصد از محصولات دفاعی مورد نیاز خود را در داخل تولید می‌کند و بقیه وارداتی است. برای تبدیل شدن به یک پیشرو تحقیقات فناوری و تولید، در مسیر کاهش اتکا به واردات و افزایش خوداتکایی، رئیس سازمان تحقیقات و توسعه دفاعی خواستار همکاری بیشتر با صنایع، بخش خصوصی، موسسات آموزشی و پژوهشی از جمله مؤسسات فناوری هند و موسسات ملی فناوری شد. مجتمع نظامی صنعتی هند به موفقیت اندکی دست پیدا کرده است و تنها این اواخر بخش خصوصی اجازه ورود به تولیدات دفاعی را پیدا کرد. برای شتاب بخشیدن به چرخه توسعه فناوری‌های جدید و تطبیق بهتر با نیازهای استفاده‌کننده نهایی، نیروهای مسلح از سازمان تحقیقات و توسعه دفاعی درخواست کرد تا پرسنل نظامی بیشتری به عنوان بخشی از تیم‌های پروژه توسعه فناوری آن سازمان، حضور پیدا کنند.